# Edpercivalia smithi
Edpercivalia smithi là một loài Trichoptera trong họ Hydrobiosidae. Chúng phân bố ở miền Australasia.